# Calyptomyrmex clavatus
Calyptomyrmex clavatus é uma espécie de formiga do gênero Calyptomyrmex, pertencente à subfamília Myrmicinae.